# Remo Girone

Remo Girone

Remo Girone (* 1. Dezember 1948 in Asmara, Eritrea) ist ein italienischer Theater- und Filmschauspieler.

## Leben
Remo Girone ist der Sohn italienischer Eltern, die in die ehemalige italienische Kolonie Eritrea ausgewandert waren. Bereits als Kleinkind fühlte er sich zur Schauspielerei hingezogen. 1957 prophezeite eine eritreische Zeitung dem damals knapp neunjährigen Remo Girone, einmal ein großer Schauspieler zu werden. Im Alter von 13 Jahren kam er nach Rom, um hier eine höhere Schule zu besuchen. Nach dem Abitur begann er ein Wirtschaftstudium, das er jedoch zu Gunsten eines Schauspielstudiums an der Accademia nazionale d’arte drammatica Silvio D’Amico abbrach.
Sein Filmdebüt gab er 1972 in dem Spielfilm Roma rivuole Cesare. Populär machten den auch als Theaterschauspieler tätigen Girone jedoch Fernsehproduktionen. Die Rolle des skrupellosen Mafioso Tano Cariddi in mehreren Staffeln der erfolgreichen Mafiaserie Allein gegen die Mafia (La Piovra) machten Remo Girone auch im deutschsprachigen Raum bekannt. In dem im April 2011 in der ARD ausgestrahlten Fernseh-Zweiteiler Gottes mächtige Dienerin spielte er neben Hauptdarstellerin Christine Neubauer die Rolle des Papstes Pius XII.
Remo Girone ist mit Victoria Zinny verheiratet und Stiefvater von Karl und Veronica Zinny.

## Filmografie (Auswahl)
- 1978: Der Aufstieg des Paten (Corleone)
- 1983: Strada Pia
- 1987–2001: Allein gegen die Mafia (La piovra)
- 1990: Diceria dell’untore
- 1990: Café Europa
- 1990: Die Reise des Kapitän Fracassa (Il viaggio di Capitan Fracassa)
- 1992: Racheengel (L’angelo con la pistola)
- 1993: Karl der Große
- 1995: Vörös kolibri
- 1996: Prinzessin Fantaghirò V (Fantaghirò 5)
- 1997: Marquise – Gefährliche Intrige (Marquise)
- 1998–1999: Die Piraten der Karibik (Caraibi)
- 1999: Li chiamarono… briganti!
- 2001: Heaven
- 2001: Sa mère, la pute
- 2004: A/R Andata+Ritorno
- 2004: Stauffenberg
- 2005: Persona non grata
- 2011: Il gioiellino
- 2011: Gottes mächtige Dienerin (Fernsehfilm)
- 2012: Ihr Name war Maria (Maria di Nazaret) (Fernsehfilm)
- 2013: Willkommen, Herr Präsident! (Benvenuto Presidente!)
- 2014: Maicol Jecson
- 2015: Rosso Mille Miglia
- 2016: Live by Night
- 2017: Voice from the Stone – Ruf aus dem Jenseits (Voice From the Stone)
- 2019: Le Mans 66 – Gegen jede Chance (Ford v Ferrari)
- 2023: The Equalizer 3 – The Final Chapter (The Equalizer 3)

## Nominierungen
Deutscher Filmpreis
- 2002: Nominierung als Bester Nebendarsteller für seine Rolle als Filippos Vater im Kinofilm Heaven.

Fernsehfestival von Monte Carlo
- 2011: Nominierung als Bester Nebendarsteller in der Kategorie Miniserie für seine Rolle des Papstes Pius XII. in dem Fernseh-Zweiteiler Gottes mächtige Dienerin